# Corchorus macropetalus
Corchorus macropetalus är en malvaväxtart som först beskrevs av Ferdinand von Mueller, och fick sitt nu gällande namn av Karel Domin. Corchorus macropetalus ingår i släktet Corchorus och familjen malvaväxter. Inga underarter finns listade i Catalogue of Life.